# Humber Limited
Humber (Хамбер) — з 1868 року британський виробник автомобілів та велосипедів. Штаб-квартира знаходиться в Ковентрі. У 1931 році увійшла до складу компанії Rootes Group. Сьогодні бренд Humber належить компанії PSA.

## Заснування компанії Humber (1868—1931)
У 1867 році 26-річному Томасу Гамберу з Ноттінгема, який працював підмайстром у коваля Вільяма Кемпіона, на очі потрапляє стаття про велосипед фірми Michaux (до речі, перша фірма, яка почала випускати велосипеди, які якраз тільки з'явилися) і він вирішує, що може поліпшити конструкцію цього механізму, і починає будувати свій велосипед, в 1868 році, коли він був готовий, його купує яхтсмен Томас Ламберт, незабаром Гамбер будує другий велосипед і його знову купує Ламберт.
З 1870 року Гамбер вирішує почати виробляти велосипеди і починає працювати над конструкцією, яка підійшла б для серійного виробництва, в 1873 році був готовий каталог з 2-х моделей (обидві з великим переднім колесом), а через два роки об'єднує свій бізнес з Томасом Мерріотом. Так з'являється фірма Humber and Marriott, а ще через два роки до них приєднується велогонщик Фред Купер, який зірвав солідний куш на одних із змагань, і фірма перейменовується в Humber, Marriott and Cooper. У 1885 році Мерріот і Купер засновують власну компанію — Marriott and Cooper, яка будує велосипеди іншої конструкції, а в партнери до Гамбера приходить його перший клієнт — Ламберт. Але через 2 роки Вільям Хортон викуповує у них бізнес, засновуючи Humber and Co, сам Хортон володів вже велосипедними фірмами Coventry Cycle Co і Express Cycle Works, а також заводом Wellington Works, Гамбер погоджується бути головним керуючим у всіх фірмах одночасно, але з терміном контракту на 5 років. Так що по закінченню 5-ти років він йде зі своїх постів, а на його місце приходить людина, наведена у фірму Ламбертом — Мартін Дітер Рюккер.
З приходом на пост генерального директора Рюккера, фірма розширює ринки збуту, відкривши дочірні підприємства у Франції, США, Португалії, Швеції та Росії, в основному, завдяки фінансовій підтримці фінансиста Ернеста Хулі. За іронією долі через рік колишні компаньйони Гамбера — Мерріот і Купер починають виробляти свої велосипеди на потужностях фірми Humber.
У 1896 році на одному із заводів фірми Humber, яка була до того часу найбільшим британським виробником велосипедів, будують прототип Humber Forecar, автором конструкції є Шеклок, менеджер заводу в Вулверхемптоні, хоча, по суті, це ліцензійний Bolee. Транспортний засіб було побудовано на рамі велосипеда, в дію приводилося воно одноциліндровим мотором потужністю 3 к/с, педалі ж допомагали при подоланні горбистої місцевості.

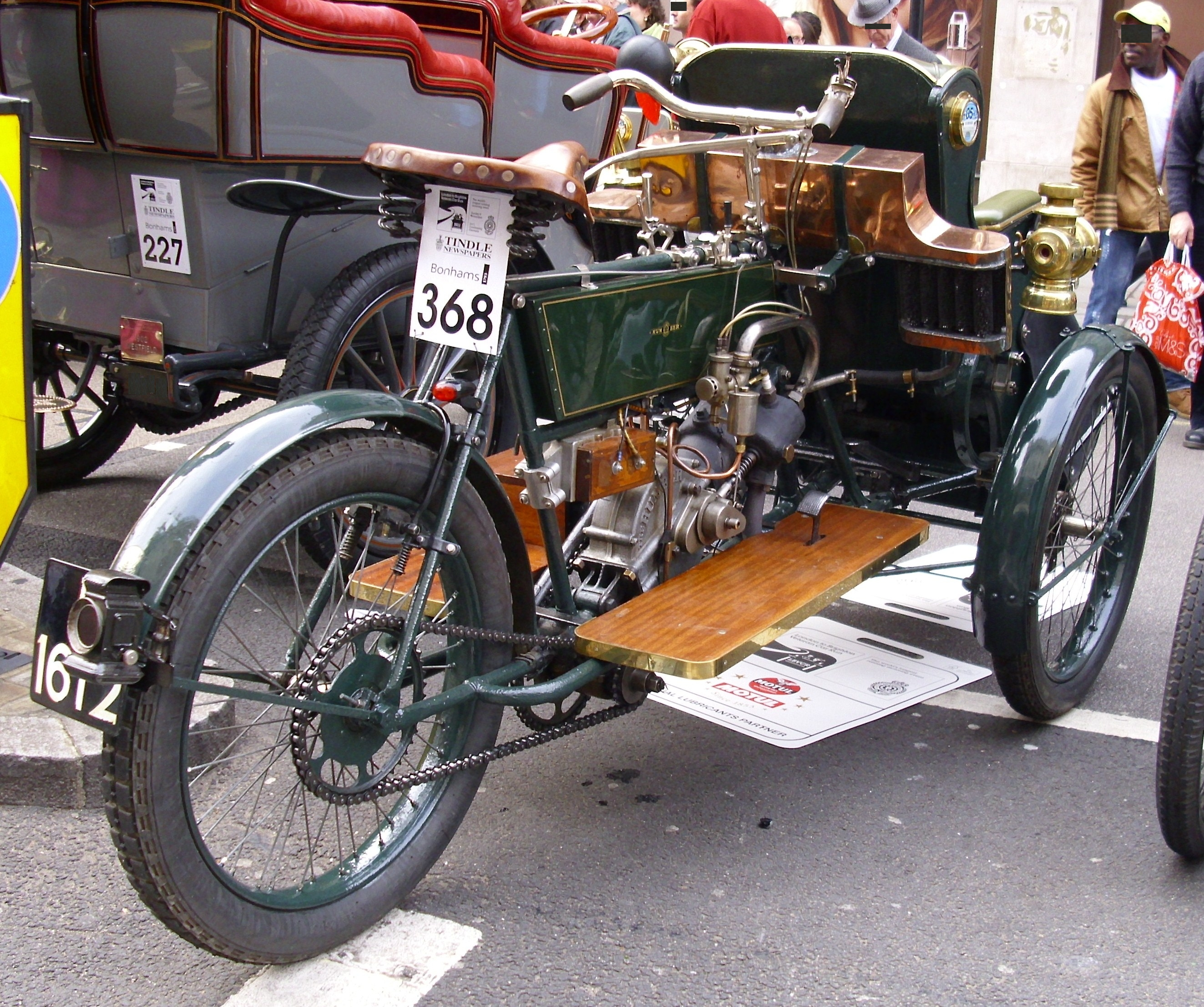
Humber Forecar

Але в цей час в Ковентрі трапляється пожежа, яка знищує не тільки територію заводу, але й всі архіви фірми, так що викуплені в Леона Боле за 20000 фунтів патенти в прямому сенсі слова відлетіли в трубу, після цього Рюккера зміщують з посади директора.
Вже в цей час фірма потрапляє під вплив Лоусона, який намагається захопити в свої руки будь-які починання автомобільного толку в Британії, так, наприклад, фірма Daimler з Ковентрі в ході махінацій стала належати йому. Лоусон хоче створити Британський Автомобільний Синдикат і йде через голови для його створення, до речі, патенти у Боле для Humber були куплені на гроші того ж Лоусона і Хулі. Після пожежі Лоусон купує патенти у американця Едварда Джоеля Пеннінгтона, але так як сам Пеннінгтон до розуму сам нічого не доводить, то мотоцикл будується за участю Томаса Блюмфельда.
Через два роки після цих подій один із спонсорів компанії — Хулі оголошує себе банкрутом і всі дочірні підприємства за межами Великої Британії закриваються, проте в цей критичний рік фірма виставляє на «Шоу Стенлі» ще один транспортний засіб з 2.5-сильним двигуном фірми Turrell, він був одноциліндровим і повітряного охолодження, триступенева коробка передач приводила в дію єдине заднє колесо.
Через рік на тій же виставці представлено два автомобілі цієї марки — прототип з 2.5 к/с мотором De Dion, який приводив у дію передні колеса, а задні були керованими; і більш традиційний для того часу Phaeton з 3-сильним мотором фірми Bolee і 3-ступінчастою коробкою передач, яка передавала крутний момент до задніх коліс за допомогою ременів. Ця машина стала користуватися певним попитом, і незабаром з'явилися версії з 3.5- і 5-сильним мотором.
У тому ж році Marriott and Cooper був придбаний компанією Humber, і 27 березня 1900, після злиття фірм, була організована Humber Ltd, при цьому Лоусон втрачає контроль над фірмою, а замість нього главою стає Едвард Пауелл, фірма закриває завод в Вулверхемптоні, сконцентрувавши все виробництво в Бістоні. У цей період фірма випускає свої «Фаетон» і трицикли.
У 1901 році компанія починає випускати автомобілі за ліцензією British Motor Traction Co, оснащені одноциліндровим двигуном De Dion потужністю 4.5 к/с, в цей же час у фірму приходить працювати молодий француз — Луї Котелен, якому було всього 22 роки, але який встиг попрацювати інженером в фірмах Панара, Де Діона і Клемана. Він береться побудувати більш солідний автомобіль, ніж одноциліндрові вози, які випускалися до цього. До 1902 року 12-сильна 4-циліндрова 2.5 л машина, побудована на трубчастій рамі, була готова, вона оснащувалася 4-ступінчастою коробкою передач і електричним запалюванням.

Humber Humberette 5НР

Через рік з'являється більш потужна версія цієї машини — 20НР 5.4 л, а також молодша модель 9НР 2.1 л, яка цікава тим, що на неї встановили 3-циліндровий двигун. 3-циліндрова машина брала участь в 1000-мильних випробувальних змаганнях, але лідируючого положення в них не зайняла, тому залишилася непоміченою. Ці машини, спроектовані Котеленом, не стали масовими, тоді інженер будує просту конструкцію, якій судилося стати першим масовим британським автомобілем, серію Humberette.
Першою з'явилася версія з шістсот-кубовим одноциліндровим мотором — 5НР, мотор був клоном мотора De Dion, ця машина мала 2-швидкісну коробку передач, яка з'єднувалася з заднім мостом за допомогою кардана, а сама, як і більші моделі, була побудована на трубчастій рамі. До речі, машина володіла дуже цікавою фішкою — кермо мало всього одну спицю, пізніше Citroen став застосовувати її на своїх машинах. Цю машину тільки за перші півроку продали в кількості 500 автомобілів.
Через рік з'являється більш потужна версія — Royal Humberette 6.5НР з мотором об'ємом 760 кубів, як трансмісію машина отримує 3-ступінчасту коробку, зовні машини можна було відрізнити по колесах, на більш слабкі моделі ставилися дротові, велосипедного типу, а на більш потужні — так звані «артилерійського типу». Обидві версії випускалися в Бістоні і Ковентрі, проте в 1905 році, який став, до того ж, і останнім для цих моделей, в Бістоні стали випускати і двоциліндрову 1.4 л версію Royal Humberette 7.5НР.
У цей період на обох заводах випускаються різні моделі: 8.5НР (1.4 л), 14НР (2.7 л), 25НР (6.1 л), 8/10НР (1.9 л у версії з Ковентрі і 2 л у версії з Бістона), 10/12НР також в двох версіях (з Ковентрі і Бістона) і 16/20НР (3.7 л, який робили тільки в Бістоні).
У 1906 році Котелен разом з Хіллманом засновує власне підприємство і покидає фірму Humber. Тим часом, до 1907 року підготовлюється цілий ряд моделей, які оснащені 4-циліндровими моторами: 10НР з 1.6 л, 15НР з 3.5 л і 20/30НР з 5.9 л, а також 6-циліндрова модель — 30/40НР з 5.2 л мотором (до речі, її відрізняв круглий радіатор), правда вже через рік їх змінили нові моделі.
А поки найпотужніша 4-ка (20/30НР) бере участь у Турист Трофі, які проходять на острові Мен в 1907 році, і виграє перегони у класі важких машин, це при тому, що це була звичайна серійна машина, а не спеціально підготовлена до змагань. Тим часом завод в Бістоні був закритий, а завод в Ковентрі, куди перенесли всі виробничі потужності разом з персоналом, не справлявся з замовленнями, так що деякі моделі виготовляли прямо у дворі біля будівлі заводу. До початку першого десятиліття нового століття автомобільний модельний ряд був дуже широкий, у виробничу програму входили різні моделі: 2-циліндровий 8НР з 1.5 л під капотом; 4-циліндрові: 10/12НР з 2.1 л, 12НР з 2.5 л, 16HP з 3.6 л, 16/25НР з 4.1 л, 20НР з 4.5 л, 28НР з 4.7 л, 30НР з 6.8 л і 6-циліндровий 30НР з 5.6 л. Також фірма починає випускати літаки за ліцензією фірми Bleriot, проте, випустивши близько 50 монопланів, припинила їх виробництво (поки не почалася війна).
У 1913 році з'являється нова Humberette 8HP, яка оснащена 1 л мотором повітряного охолодження, 2-циліндровий мотор мав V-подібну конструкцію.

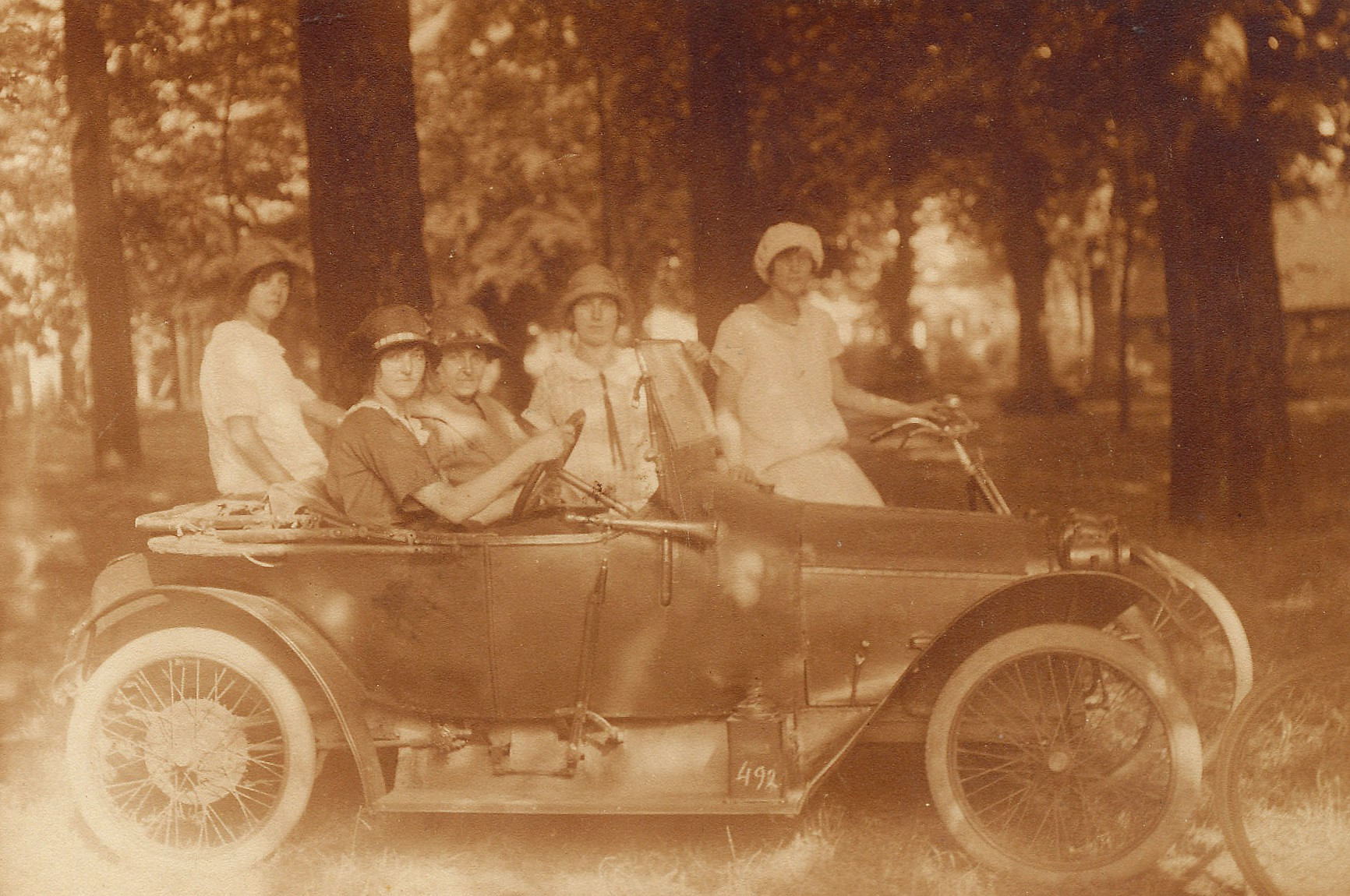
Humber Humberette 8HP

Крім неї, у виробничій програмі в цей рік були: 11НР з 1.9 л мотором, 14НР з 2.3 л, 20НР з 3 л і 28НР з 4.9 л, між тим, конструктор Берджес починає проектувати спортивну машину на базі 20НР, яка блищала б на трасах. Під його проект виділяється величезна на ті часи сума в 15 000 фунтів стерлінгів, збільшує 3-літровий мотор до об'єму в 3.3 л, більше того, в голівці він поміщає 2 верхніх разподільчих вала і по 4 клапани на циліндр, тобто має DOHC 16v.
Але, не дивлячись на потужність в 100 к/с і досить високу швидкість машини, жодна з побудованих машин, на жаль, до фінішу не доходить, довести до розуму перешкодила війна, до речі, Берджес пізніше буде співпрацювати з Уолтером Бентлі, проектуючи разом мотори для гоночних Bentley. До початку війни Humber — один з найбільших виробників автомобілів в Англії, поряд з фірмою Wolseley.
З початком війни фірма переходить на виробництво авіаційних двигунів і, вже маючи досвід складання літаків, виготовляє і самі літаки, крім таких складних механізмів фірма постачала армії і більш просту продукцію, типу польових кухонь, снарядів і бомб.
Після підписання мирного договору першою машиною, запущеною у виробництво, виявилася передвоєнна 14НР, якій збільшили об'єм до 2.8 л і перейменували її в 15.9НР.

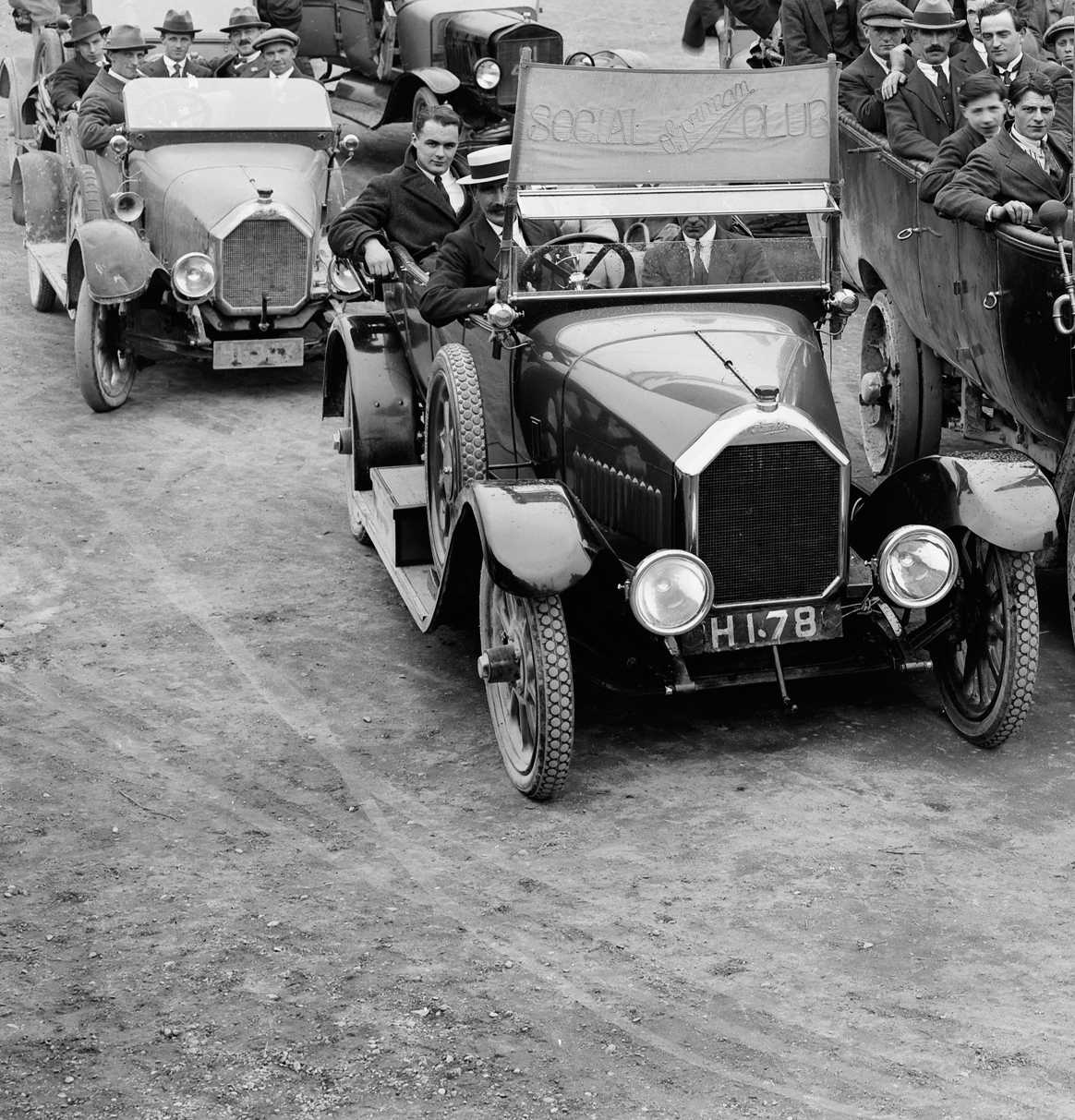
Humber 15.9HP

Напарницею цієї моделі стала також передвоєнна 10НР, яка спочатку не зазнала ревізії, однак через два роки, в 1922 році, з'являється модель 11.4НР, яка отримує збільшений з 1.5 л до 1.7 л мотор. Але вже в 1923 році з'являється перша післявоєнна модель — це була однолітрова модель, якої так не вистачало для повоєнного ринку — 8НР. Через два роки машину перейменують в 8/18НР, тоді з'являються моделі 12/25НР з 1.8 л мотором, а 15.9НР перейменовують в 15/40. До речі, не дивлячись на те, що в деяких випадках фірма була новатором в інженерних рішеннях, так, наприклад, 8НР-8/18НР мала верхні впускні і бічні випускні клапани, але в той же час, наприклад, гальма всіх коліс з'явилися на авто цієї марки тільки в 1928 році. Автомобілі цього періоду відрізняються не стільки спортивним іміджем, скільки іміджем солідних автомобілів, добротно зібраних і дорого оздоблених.
У 1926 році фірма, будучи на хвилі успіху, купує фірму, що випускає комерційний транспорт — Commercial Cars Ltd. Тоді ж однолітрова модель зазнає оновлення, мотор збільшують з 985 кубів, до 1056-ти, відповідно, змінюється назва на 9/20НР, проте, на відміну від попередниці, вона не стала настільки популярною.
У 1927 році з'являється ще одна модель, яка стає популярною — 14/40НР, це була двохлітрова машина, паралельно з нею дебютує 3.1-літрова модель 20/55НР.
У листопаді 1928 року відбувається злиття з найближчим сусідом по Ковентрі — фірмою Hillman (до якої був причетний Котелен). У новий концерн, який отримав назву Humber Combine входять марки Hillman, Humber і Commer (перейменований Commercial Cars Ltd).
У 1929 році відбувається оновлення модельного ряду, з'являються 3 нові моделі: 9/28НР (по суті, той же 9/20НР), 6-циліндровий 16/50НР з 2.1 л мотором і крупніший 20/65НР, з мотором на 1 л більше.

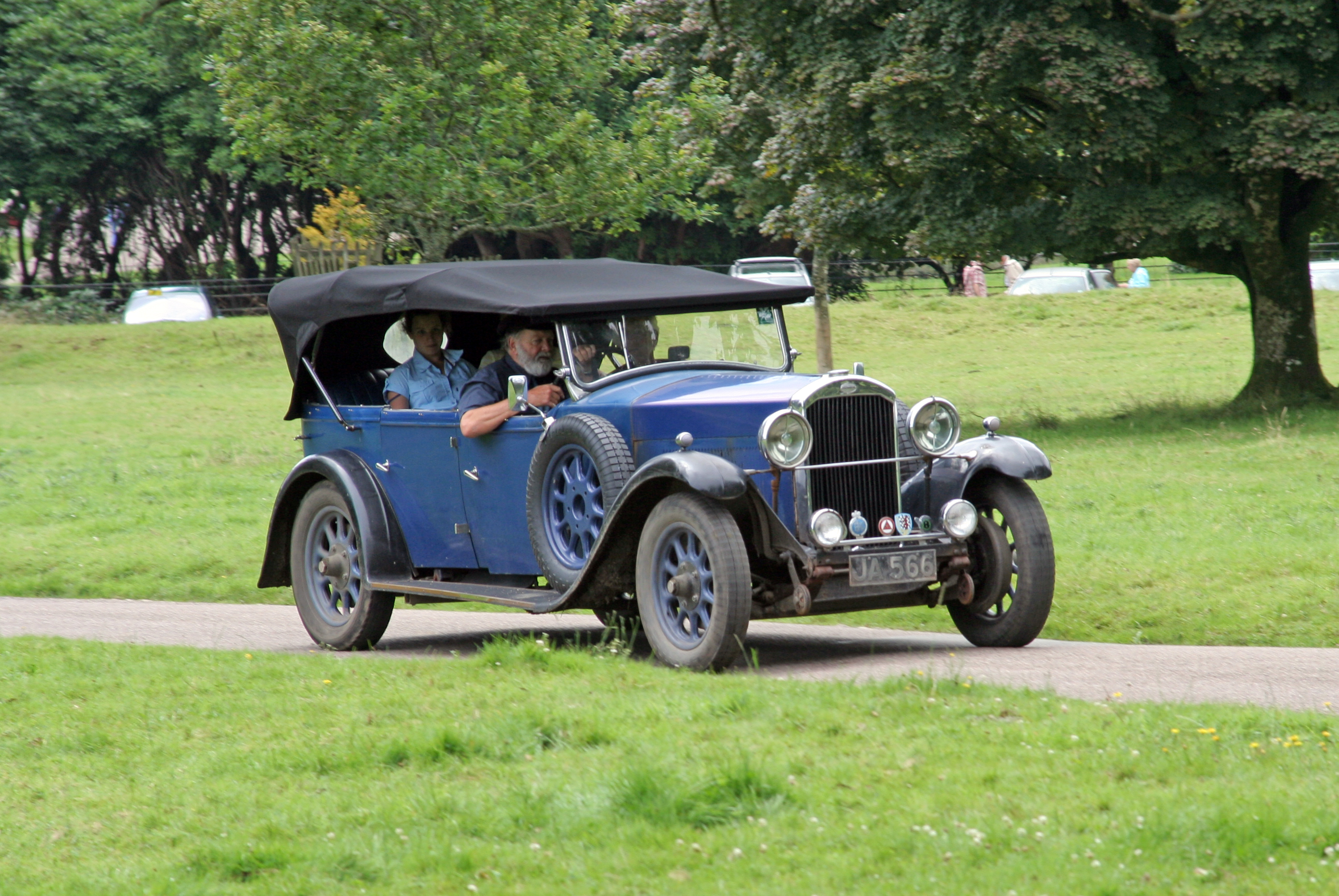
Humber 16/50HP

У 1930 році 20/65НР переробляється і перейменовується в Snipe 80, отримавши 3.5 л мотор, таку машину собі замовляє Принц Уельський для поїздки по Вест-Індії. Одночасно з'являється довгобаза версія, яка отримує власне ім'я — Pullman.

## Humber у власності Rootes Group (1931—1967)
На рубежі 1931-1932-х років концерн викуповують брати Рутс, які вже мали 60 % акцій цього підприємства, також вони прибирають до рук в цей же час кузовобудівну фірму Thrupp & Maberly, яка сходить до 1760 року, почавши випускати колись карети. Крім Hillman, Humber і Commer, братам Уільяму і Реджинальду Рутсам належать на той момент Sunbeam і Singer. Тоді ж фірма припиняє випускати мотоцикли, а велосипедне відділення продається компанії Raleigh Cycle Co (ця ж фірма викупила велосипедне відділення Triumph).
У 1933 році модель Snipe 80 зазнає незначної модернізації, Pullman залишається колишнім, його, до речі, купує Герцог Йоркський, крім цих двох моделей плюс 16НР (колишній 16/50НР), в каталогах з'являється модель 12НР, оснащена 44-сильним 4-циліндровим мотором об'ємом 1.7 л. Через рік машини отримують похилий радіатор, а 16НР в черговий раз перейменовується, цього разу в 16/60НР, отримавши збільшений до 2.3-х літрів мотор.

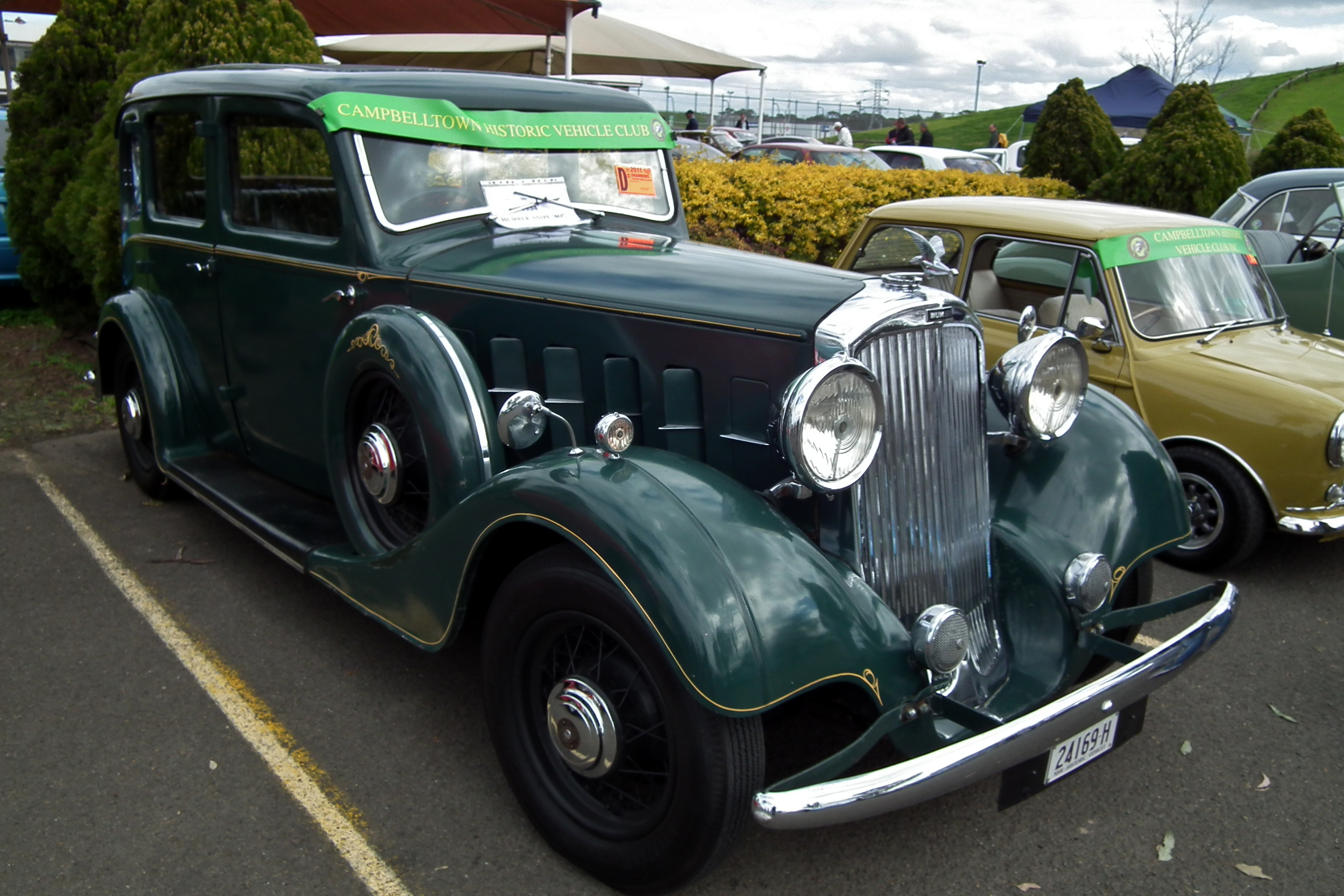
Humber Snipe 80 Saloon

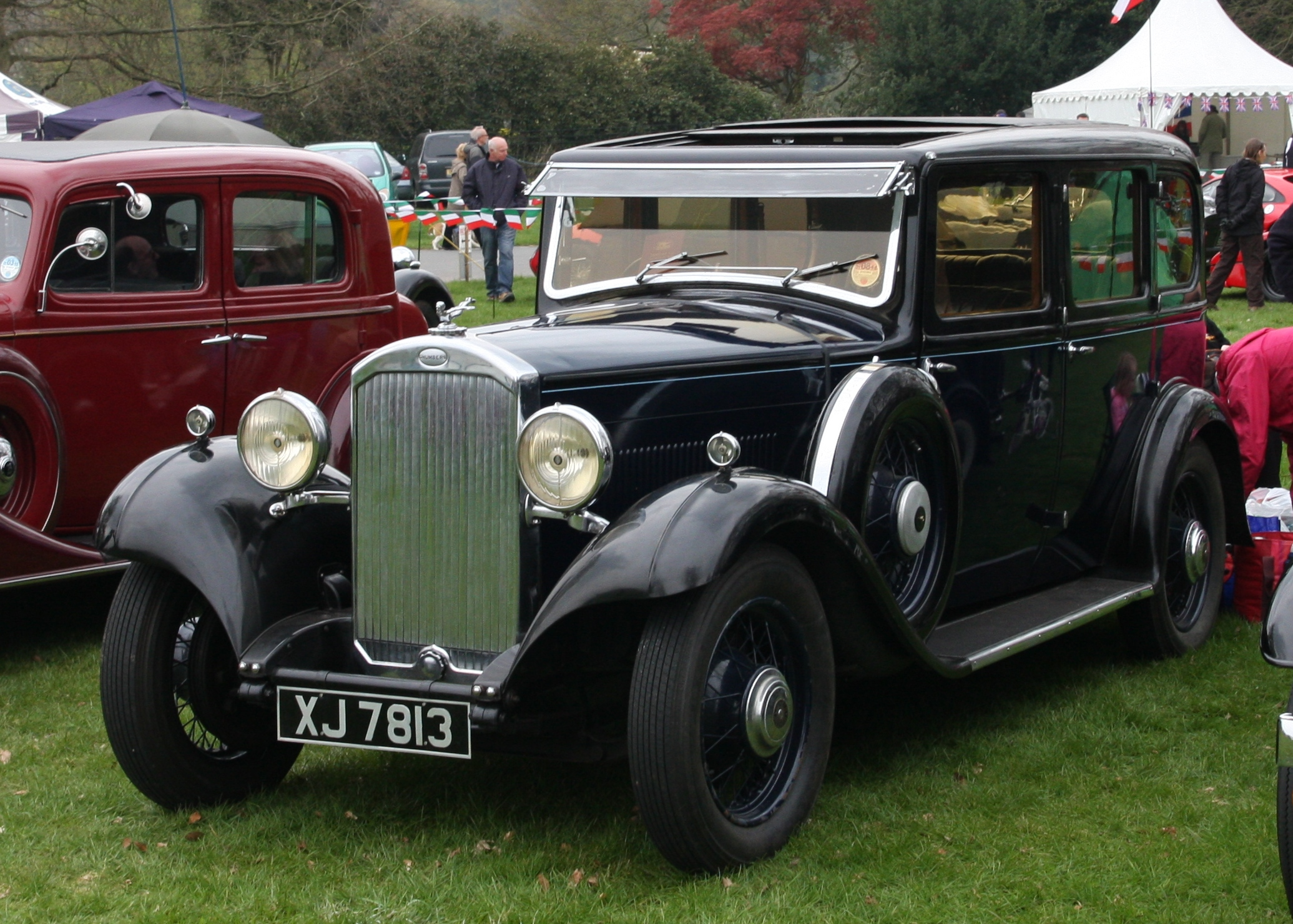
Humber 16/60 Saloon

Тоді ж, нарешті, з'являються кузова, що натякають на спортивність, бо до цього, починаючи з середини 20-х, автомобілі цієї марки виглядають манірно і солідно.
У 1935 році модель 12НР отримує більш похилий радіатор, а з каталогів пропадає старий 16/60НР, в цьому ж році Георг VI з усього списку британських машин купує собі Humber Pullman. Через рік Snipe і Pullman оновлюють, так під капотом тепер можна побачити 4.1 л 100-сильний мотор, передня підвіска стала незалежною, з'явився вакуумний підсилювач гальм. Машини збільшилися в довжину і ширину, лобові стекла мають дві секції. Також з'являється модель 18НР, яка оснащена 2.7 л 65-сильним агрегатом, підвіска передніх коліс також незалежна, як і на більш великих моделях.
У 1938 році моделі 12НР і 18НР змінюються однією — 16НР, оснащеною 2.5 л мотором. Модель Snipe отримує 3.2 л мотор і зменшену базу коліс, на яку встановлений кузов від Hillman 14HP, 4.1 л версія же отримує назву Imperial Snipe, Pullman ж без всяких нововведень продовжує випускатися в тому ж дусі, що й раніше.
У 1939 році моделі 16НР, Snipe і Imperial Snipe починають оснащуватися одним і тим же кузовом, різниця була видна тільки під капотом, також цього року гальма всіх моделей отримують гідравлічний привід. Так само з'являється версія для армії Super Snipe, машина мала полегшений кузов, що вигідно вирізняло її по частині динаміки від серійних важких седанів. Машина оснащувалася 4.1 л мотором і була спроектована Дельмаром Русом, який перейшов в Humber з американського Studebaker.
З початком війни починається не тільки збірка Super Snipe, а й броньовиків на їх базі — Ironside Mk II.

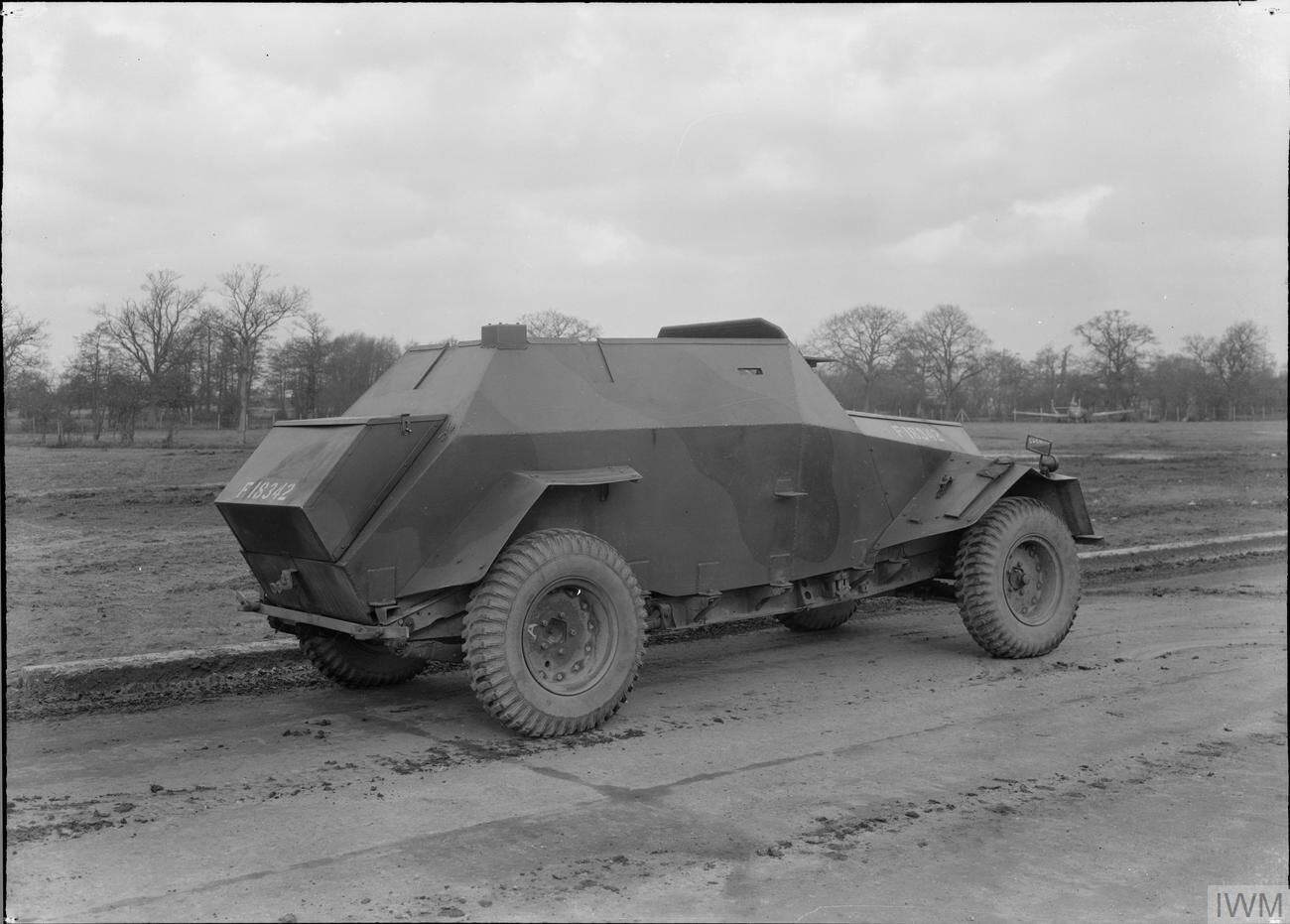
Humber Ironside Mk II

У 1941 році королівський двір і міністри отримують цивільну версію броньовика, який, на відміну від армійського варіанту, не має кулеметів на даху і має багату обробку салону (для панів же), всього було побудовано 47 люкс-броньовиків.
Також фірма освоює повнопривідну схему, якою оснащує і броньовики, а так само універсали, їх можна назвати прабатьками післявоєнного Ленд Ровера.

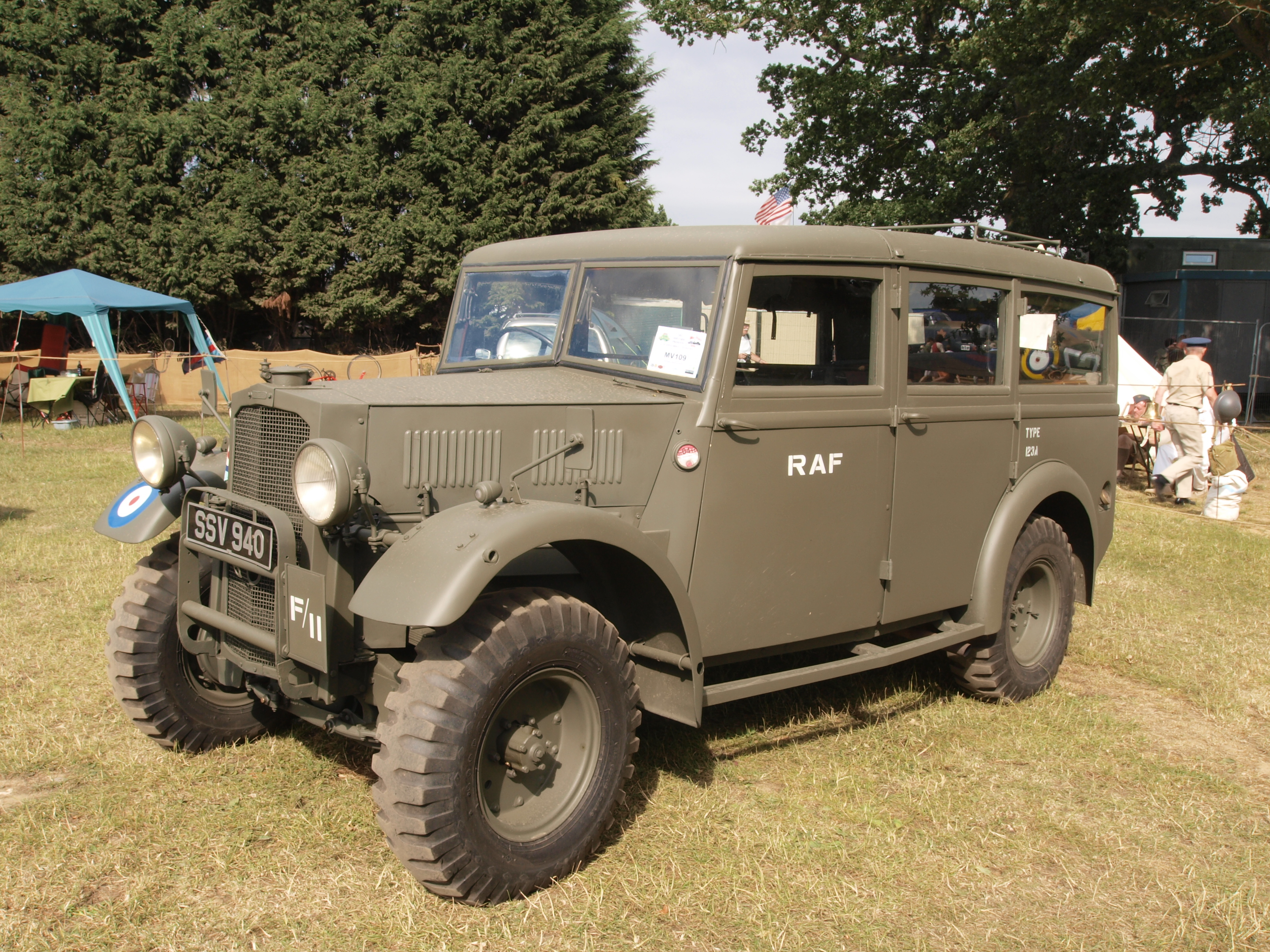
Humber Heavy Utility 4x4

У той же час, крім автомобільної продукції, завод ударними темпами постачає авіаційні мотори для Меркуріїв, Геркулесів і Пегасів. У 1943 році повнопривідні шасі отримує модель Pullman, машина отримує прізвисько «Старий вояка», на такому їздить Черчилль і фельдмаршал Монтгомері.

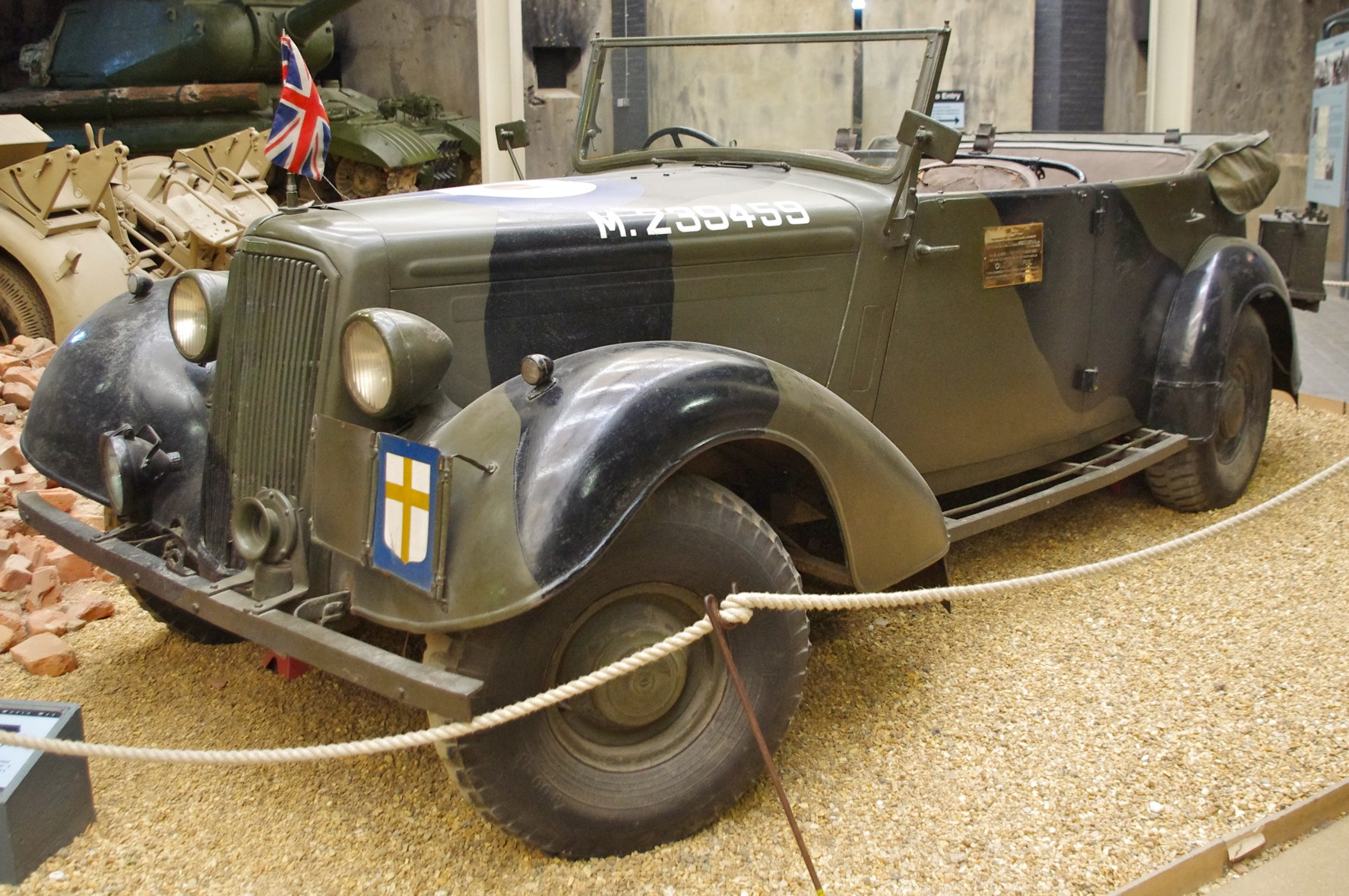
Humber Staff Car 4x4

Що цікаво, не дивлячись на те, що завод мав стратегічне значення, під час бомбардувань з боку німців він не був пошкоджений, як деякі інші промислові центри в Ковентрі. З 1939 року по 1945 рік кожен сьомий бомбардувальник, вироблений в Англії, зійшов зі стапелів Гамбера, 60 % всіх англійських броньовиків було випущено цією фірмою, більше 50 000 моторів було виготовлено для літаків, і близько 20 000 легкових автомобілів, однак, після війни фірму чекали інші часи.
Отже, настає мирний час, фірма, яка не припиняла виробництво автомобілів в перебігу військових подій до серпня 1945 року, готує нові та оновлені моделі. Відкриває модельний ряд Hawk — це був автомобіль, який побудували на базі Hillman 14HP, який дебютував в 1938 році, від нього ж був і 1.9 л 4-циліндровий мотор.
Модель Snipe має ту ж базу, що і Hawk, але кузов більший на 5 см, як мотор на цю модель встановили знятий з виробництва в 1938 році 2.7 л 65-сильний агрегат від моделі 18НР. Super Snipe не має з військовим варіантом нічого спільного, крім 4.1 л мотора, модель Pullman залишилася такою ж, як і до війни.

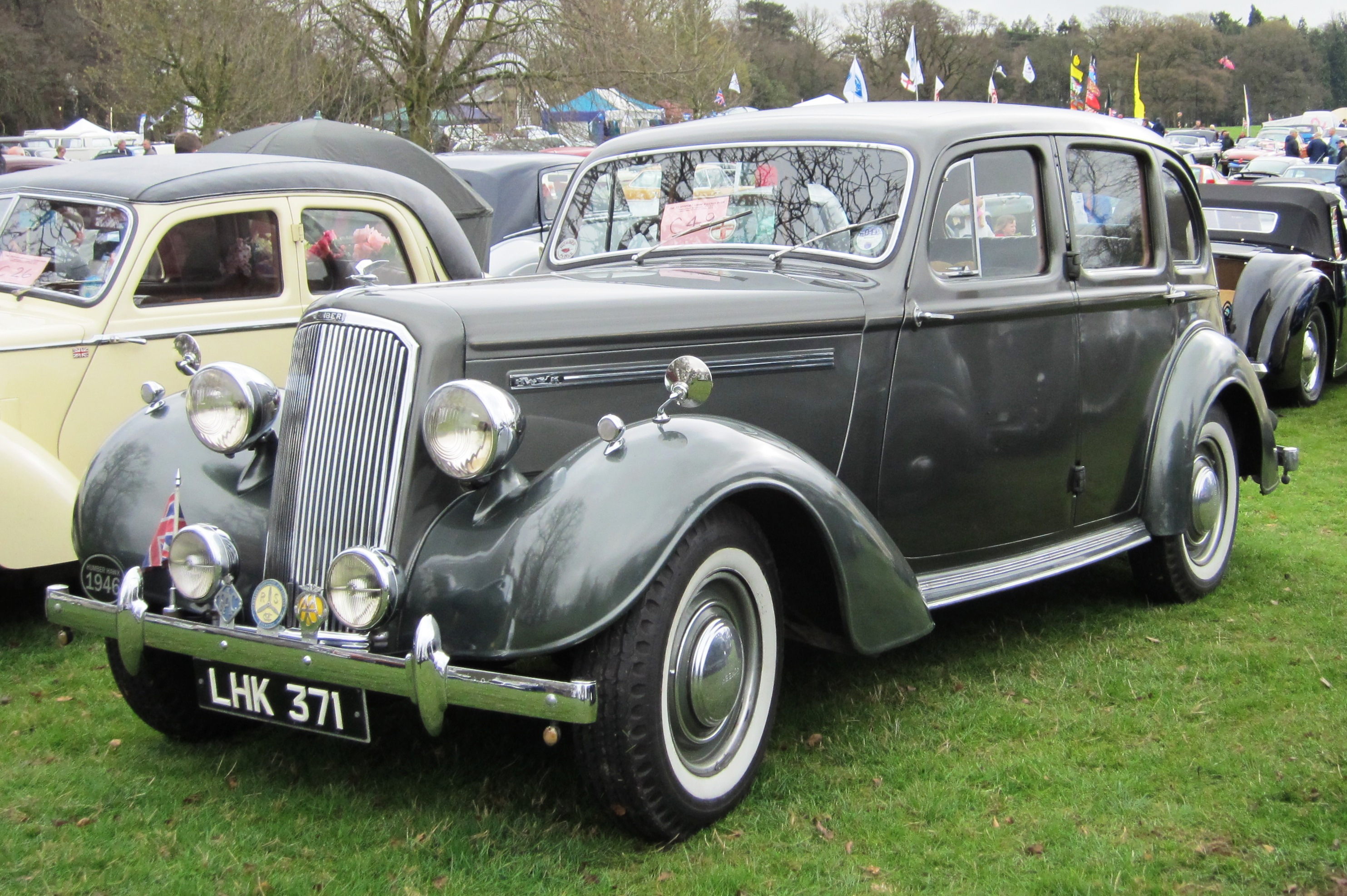
Humber Hawk 14HP

У 1946 році Roots підписує угоду з фірмою H.J. Mulliner & Co про те, що та буде поставляти кузова типу Sedanca De Ville для шасі Pullman, в той час, як інші кузова поставлялися власною фірмою Thrupp & Maberly, від базового «Пульмана» ця версія відрізнялася не тільки кузовом, але й решіткою радіатора.

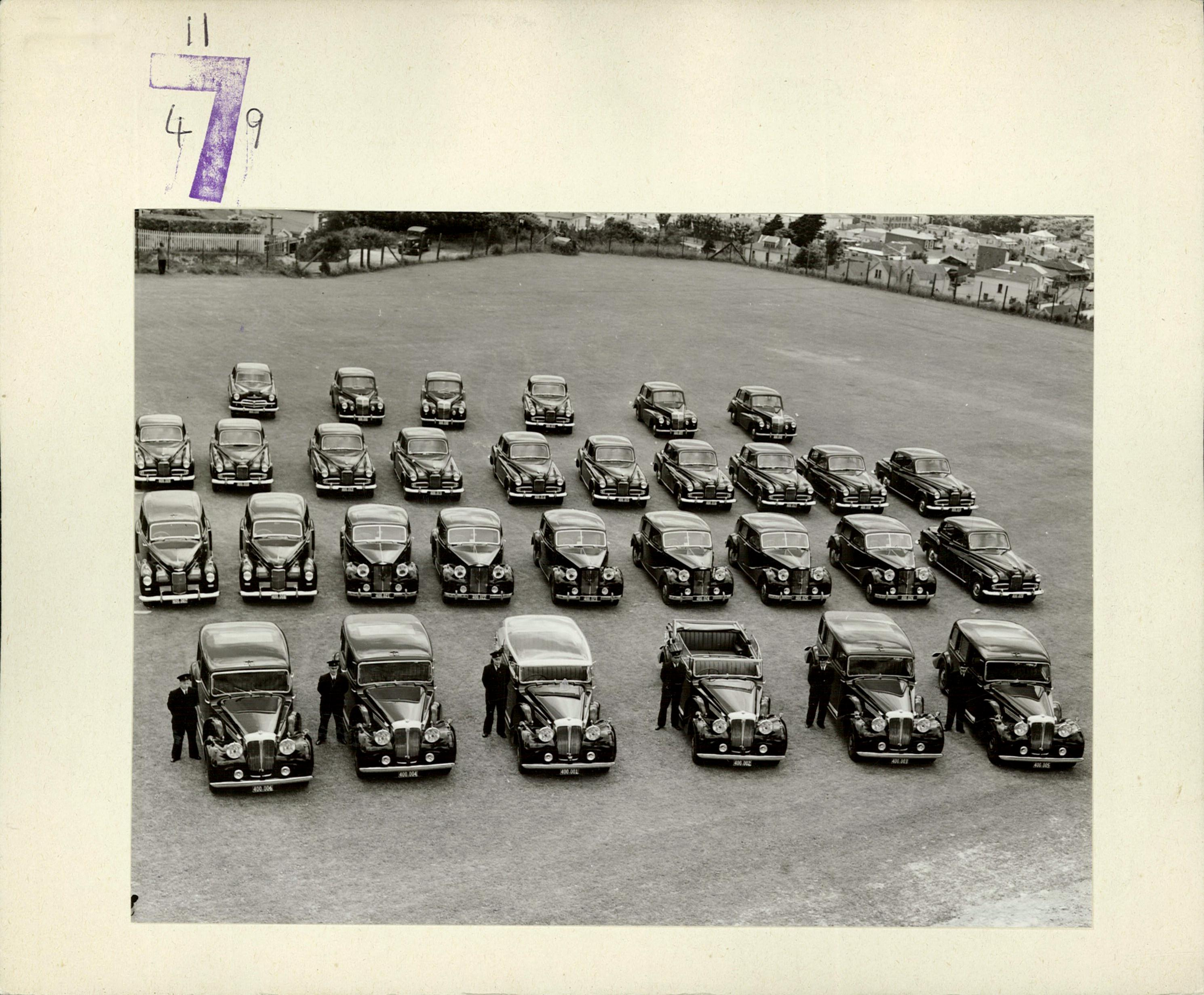
Humber Pullman

Через рік модель Hawk отримує індекс MkII, це було пов'язано з тим, що у вересні 1947 року важіль 4-ступінчастої коробки передач перенесли з підлоги на кермову колонку. Модель Snipe отримує версію універсал — Estate. Восени 1948 року модель Hawk отримує новий кузов від автомобіля Hillman Minx, з тією лише різницею, що капот у Humber довший донорського.

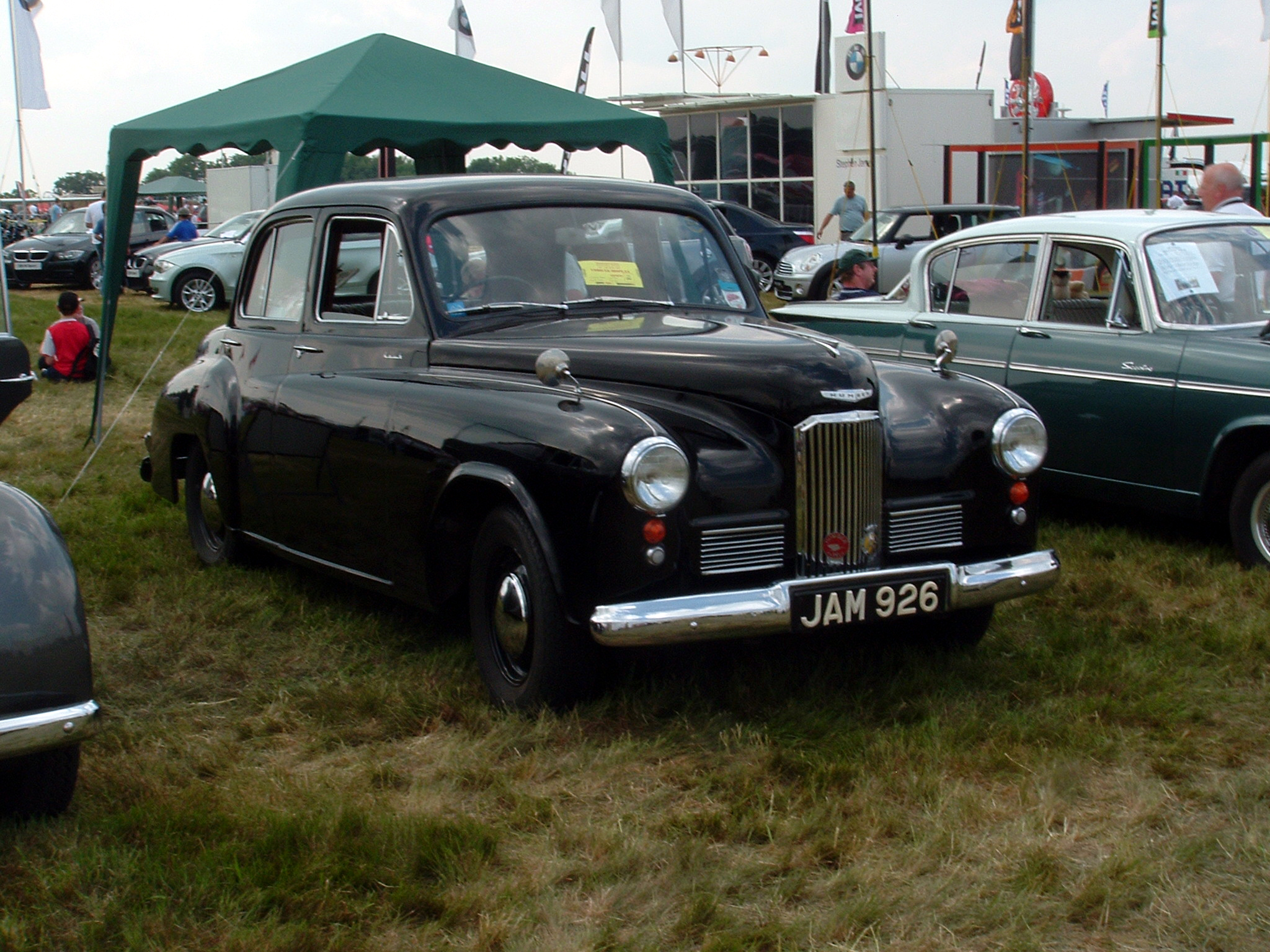
Humber Hawk MkIII 14HP

Snipe знімають з виробництва, а Super Snipe і Pullman отримують нове оперення передньої і задньої частини. Покупці Super Snipe тепер можуть замовити і відкриту версію з кузовом «Дропхед Купе» від фірми Tickford.

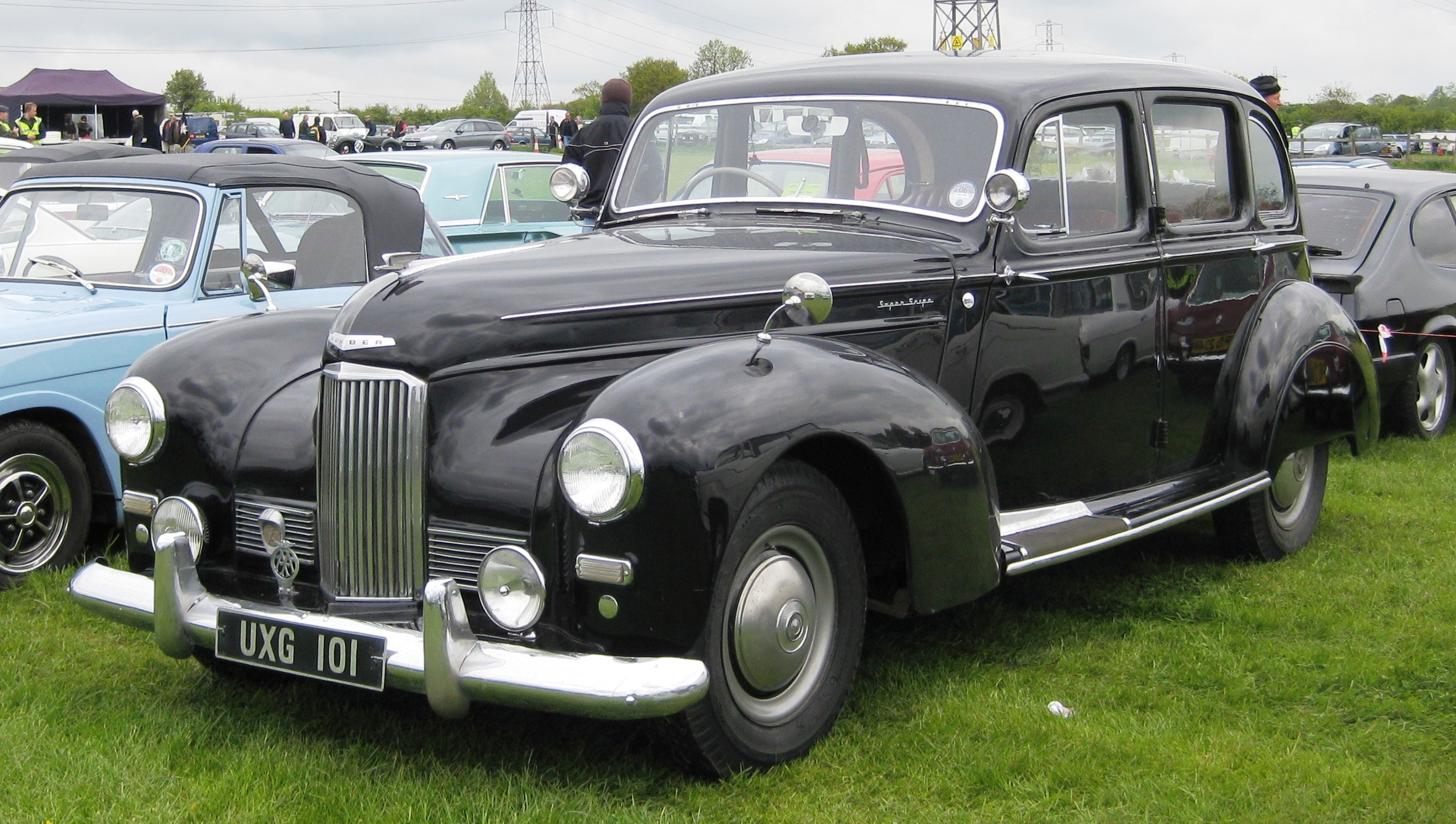
Humber Super Snipe MkII

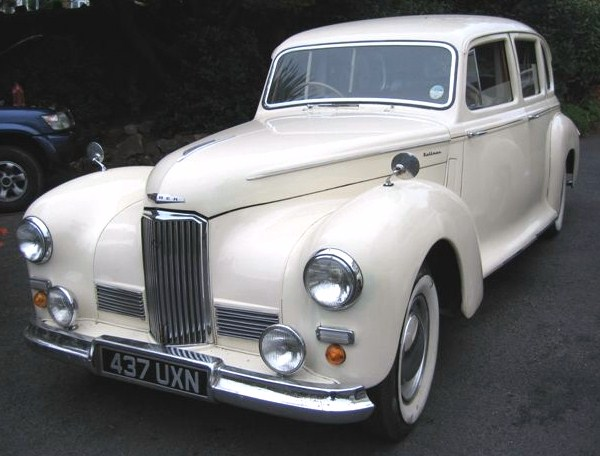
Humber Pullman MkII 27HP

Модель Pullman отримує собі брата-близнюка — Imperial, зовні ці машини не відрізняються, але перший має перегородку за сидінням водія і переднього пасажира, а Imperial розрахований на власника, який сам буде сидіти за кермом свого автомобіля. З 1949 року на автомобілі молодшої серії можна замовити круту опцію — радіоприймач.
У 1950 році Hawk отримує новий 2.3 л мотор, і індекс машини змінюється на Hawk MKIV, Super Snipe отримує нову задню підвіску з тягою Паннара, а також нові бампера, це дає право привласнити до назви індекс MkIII. У 1950 році Моріс Гатсоніде і барон Ван Зюлен де Нювель завойовують в Монте-Карло друге місце на Super Snipe, пропустивши вперед тільки екіпаж на Hotchkiss Gregoire. Через рік модель Pullman/Imperial отримує повністю синхронізовану коробку передач і подовжену базу, тепер конкуренція з Rolls Royce Silver Wraith ще більше посилюється, крім того, Pullman/Imperial тепер можна замовити і у версії універсал — Pullman Warwick Estate роботи фірми Castles Bodies.
Восени 1952 року Super Snipe отримує новий кузов — це подовжений на 15 см кузов Hawk MkIV, мотор тепер трохи більший — 4.1 л і потужністю 113 к/с, його запозичили від вантажівки Commer, 4-ступенева коробка стала повністю синхронізованою, передня підвіска стала пружинною.

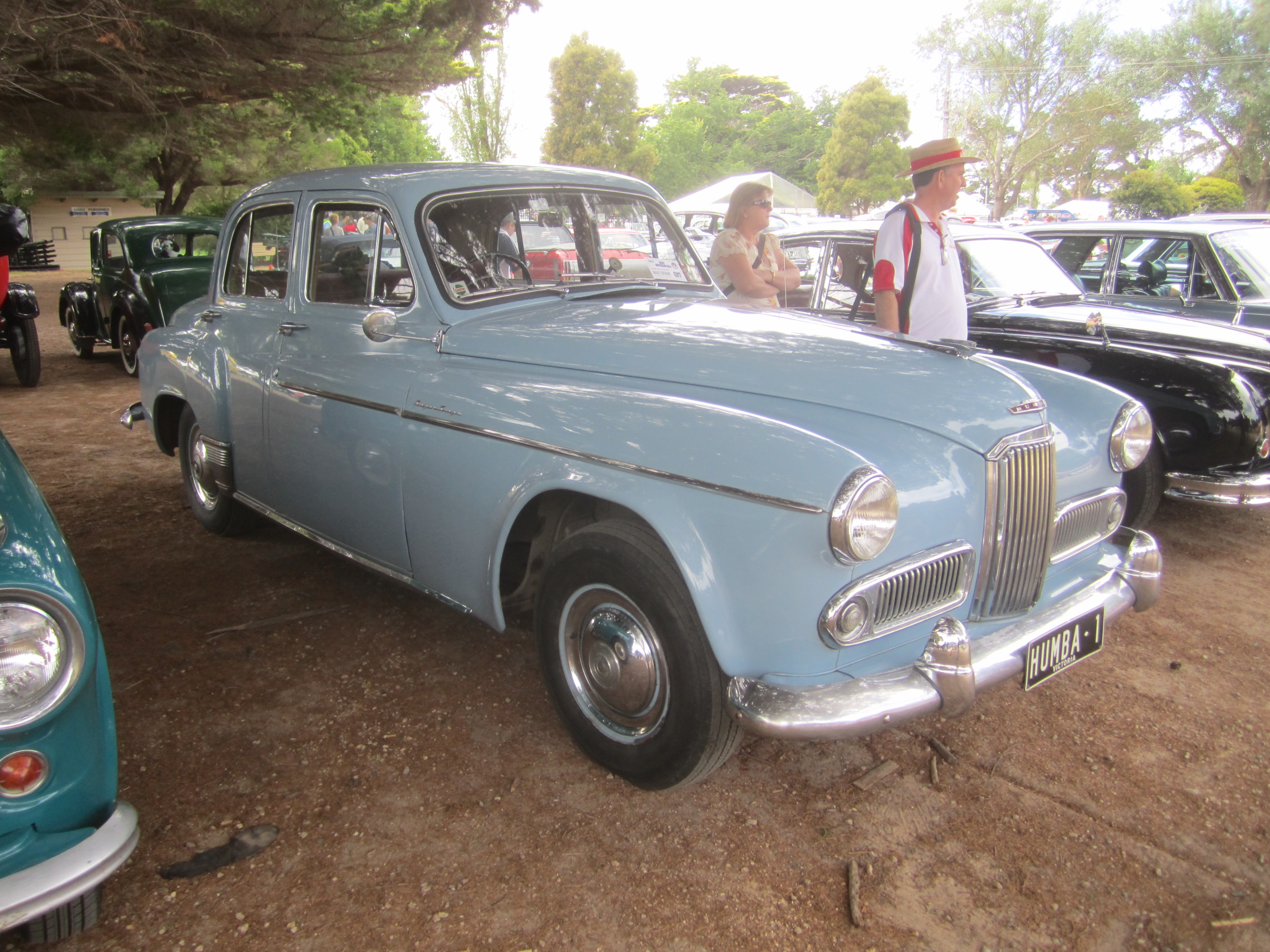
Humber Super Snipe MkIV

Така машина розвивала швидкість в 146 км/год і до ста розганялась за 14.7 секунди. У 1952 році здійснений 90-годинний марафон Стірлінгом Моссом та Леслі Джонсоном, вони рушили в дорогу 2 грудня з Осло, і через три доби прибули в Лісабон, подолавши в загальній складності 5250 км і відвідавши 15 країн, пророблено це було в ході рекламної компанії нової моделі.
Так, тиждень до цього, 26 листопада на новій машині в Кейптаун з Лондона вирушила трійка шукачів пригод: водій Джордж Хінчкліф, штурман Уолшоу і механік Чарльз Лонгман, 16800 км вони подолали за 13 днів, 9 годин і 6 хвилин, тим самим встановивши рекорд, середня швидкість склала 80 км/год.
https://www.youtube.com/watch?v=ywJxkKoNRNE [Архівовано 4 січня 2016 у Wayback Machine.]
Модель Hawk MkV, як бачимо з назви, також зазнала оновлення, нижчою стала лінія капота і з'явився додатковий хромований декор на кузові. Через рік новий 4.1 л мотор отримує серія Pullman/Imperial, правда покупці топової моделі могли вибрати два варіанти форсування: 113 к/с і 116 к/с, але через рік ця модель знімається з виробництва, в каталогах залишається тільки Hawk і Super Snipe. При цьому, молодша модель отримує новий мотор такого ж об'єму — 2.3 л, але з верхнім розташуванням клапанів, віддача зросла з 58 до 70 к/с. Задня частина машини була перероблена, що викликало зростання габаритів машини, також була поліпшена обробка салону, як звичайно, машина отримала новий індекс — Hawk MkVI.
У 1955 році Super Snipe за замовленням може оснащуватися овердрайвом, плюс стандартно тепер встановлюється 116-сильний двигун, а модель Hawk в жовтні місяці обзаводиться кузовом типу універсал, з квітня 1956 року Super Snipe можна купити і з автоматичною коробкою передач, а Hawk — в двокольоровому забарвленні в комплектації De Luxe.
Навесні 1957 року з'являється новий Hawk, від старої моделі залишається тільки мотор та 4-ступенева трансмісія, кузов тепер несучий, причому, найбільший у Великій Британії з несучих кузовів, нова машина отримує позначення Hawk Series I. Як опцію покупці можуть вибрати автоматичну коробку передач.

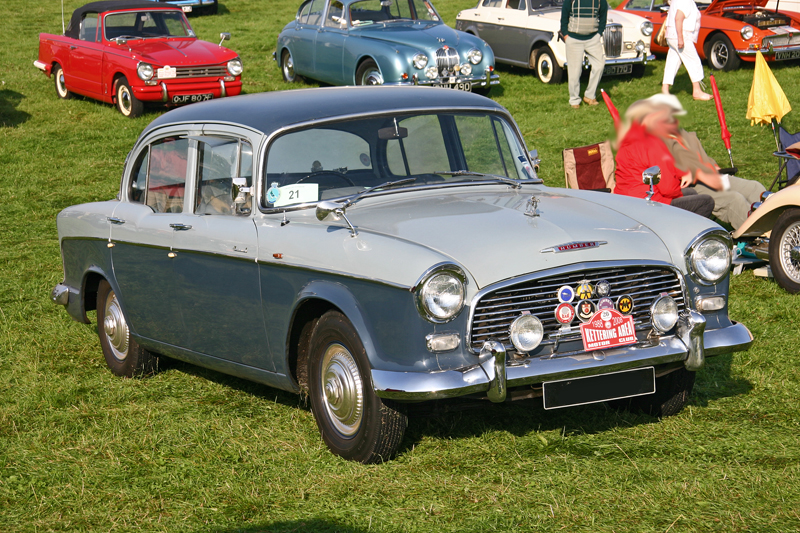
Humber Hawk Series I

І седан, і універсал для цієї моделі представлені одночасно, а в жовтні 1958 року на базі цієї моделі випускають новий Super Snipe. Ця машина отримує новий мотор об'ємом 2.6 л і потужністю 112 к/с, цей мотор був спроектований фірмою Armstrong Siddeley. Як трансмісія серійно застосовувалася 3-ступінчаста коробка передач з овердрайвом, за замовленням можна було встановити автоматичну коробку Borg Warner DG і підсилювач керма.

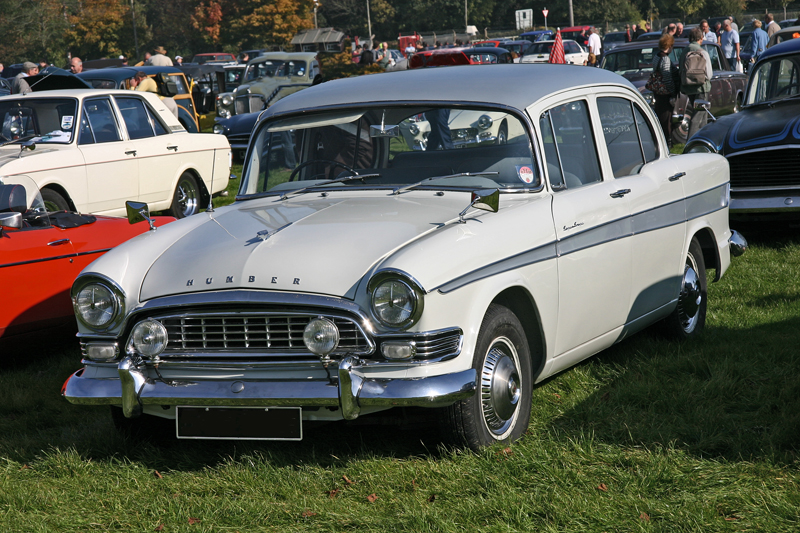
Humber Super Snipe Series I

Восени 1959 року ця модель обзаводиться варіантом універсал, також мотор збільшується в об'ємі до 3-х літрів (121 к/с), машина отримує дискові гальма спереду і забарвлення металік в базі. Що цікаво, седани обох моделей можна було замовити з перегородкою за водійським сидінням, такі машини купувалися бізнесменами та депутатськими корпусами Великої Британії.
Через рік Hawk також отримує дискові гальма для передніх коліс з підсилювачем, проте британські клієнти не можуть тепер замовити автоматичну коробку передач, а більш солідна модель Super Snipe Series III обзаводиться подвійною передньою оптикою, щоб якось дистанціюватися від Hawk, також тепер цю модель можна замовити з кондиціонером, що особливо оцінили багаті клієнти з південних штатів США.

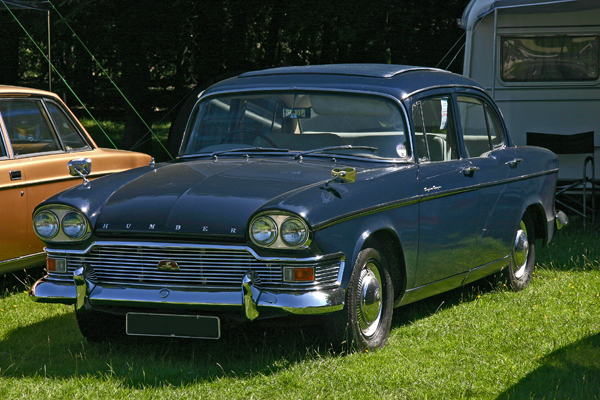
Humber Super Snipe Series III

У 1962 році Super Snipe форсують двигун до 124 к/с, по кузову змінюється форма заднього скла, молодша модель також отримує інше заднє скло (воно стає більшим), тепер автомат на неї не можна замовити і за межами Англії. Через рік з'являється ще менша модель, ніж Hawk, це був Sceptre. Ця машина була люкс варіантом більш доступного і народного брата по концерну — Hillman Super Minx.

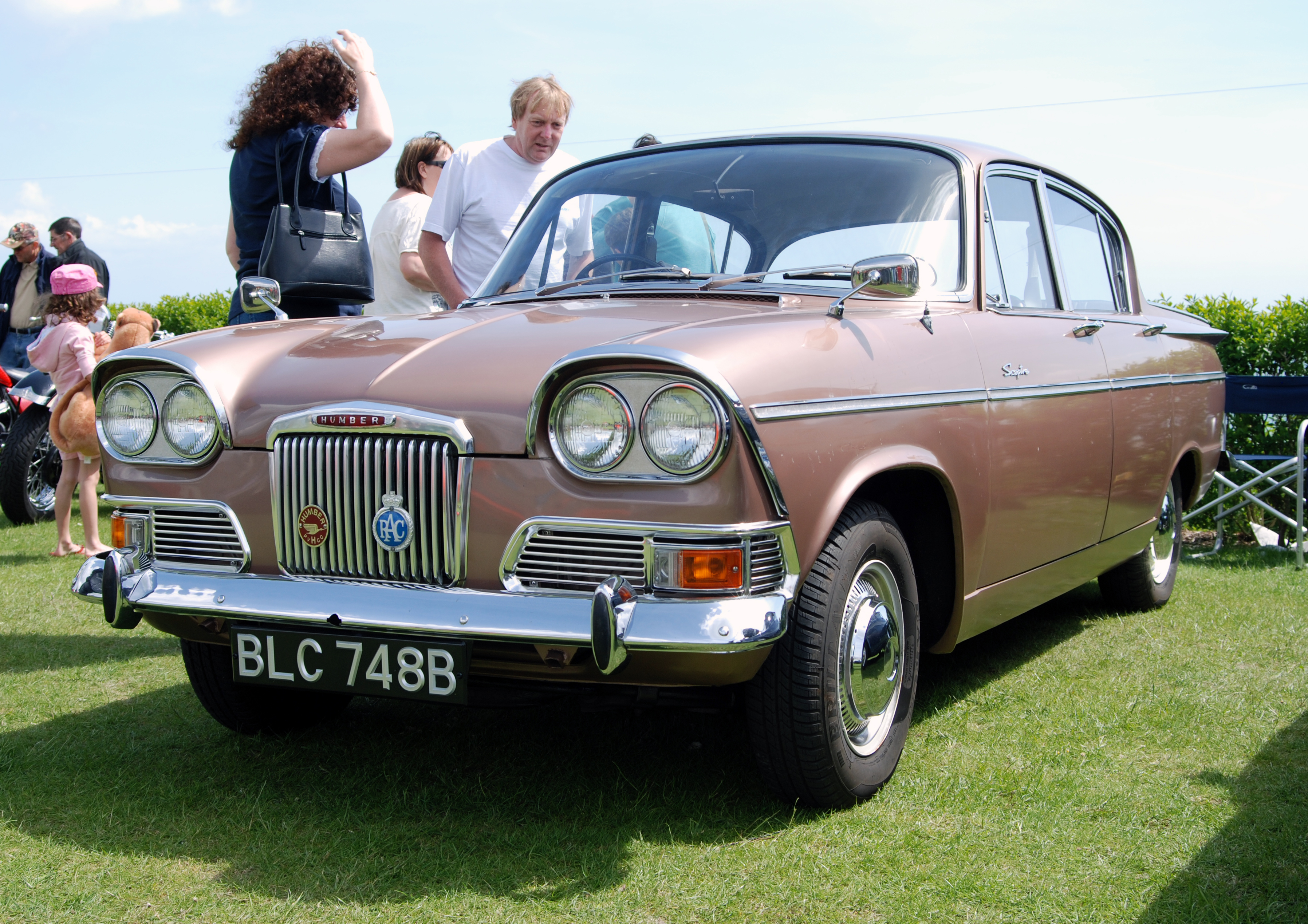
Humber Sceptre MkI

Від «народної» моделі машину відрізняла інша обробка передка і більш потужний 1.6 л мотор, який мав два карбюратора і розвивав на 20 сил більше, тобто всі 82 к/с. Коробка передач була 4-ступінчастою з овердрайвом, причому, його можна було задіяти, починаючи з третьої швидкості, гальма з дисками спереду штатно мали гідропідсилювач.
Тоді ж в Австралії починається виробництво клона Singer Vogue Series II під назвою Humber Vogue з аналогічною технічною начинкою, що і Sceptre.

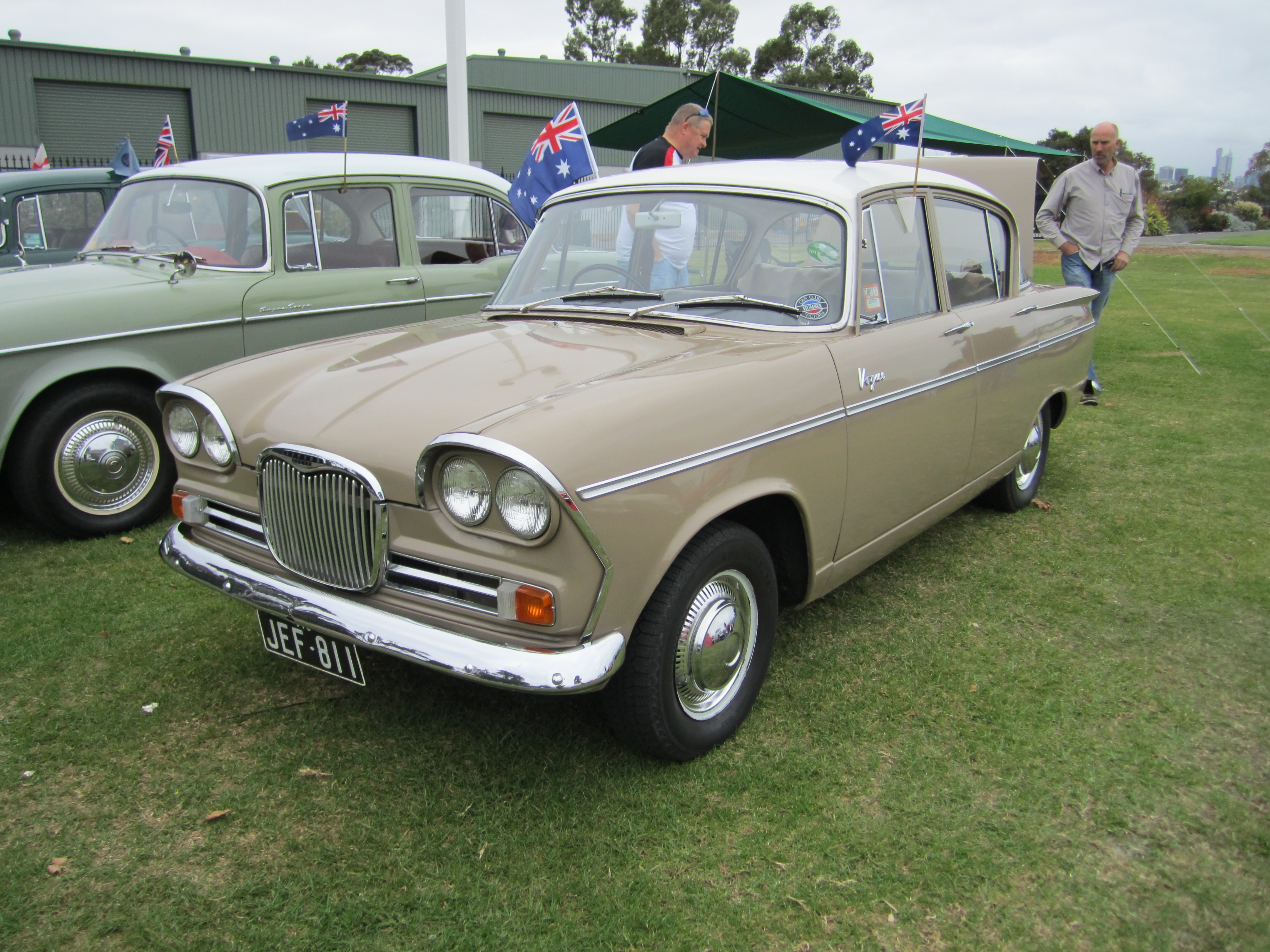
Humber Vogue MkI

До 1964 року концерн Rootes перебував в економічно складному становищі, занадто багато грошей було інвестовано в нові моделі і заводи в Шотландії, тому шукався союзник, почалися переговори з Leyland, які, однак, ні до чого не привели, але тут з'являються панове з-за океану і пропонують викупити 46 % контрольного пакету акцій і 65 % акцій, які не мали права голосу, заплативши 27 мільйонів фунтів, концерн разом з усіма марками переходить під юрисдикцію Chrysler Corporation.
Але ще до злиття була запланована модернізація існуючого модельного ряду, і вона відбулася. Першим з'являється оновлений Hawk Series IV, який отримав плоский дах, а також третє бокове вікно кузова, коробка передач отримує синхронізатори на всі ступені, так само модернізують підвіску коліс. Слідом новий кузов, в тому ж стилі, що і у Hawk, отримує Super Snipe Series V, крім нового кузова, форсують і мотор, який тепер видає 133 к/с.

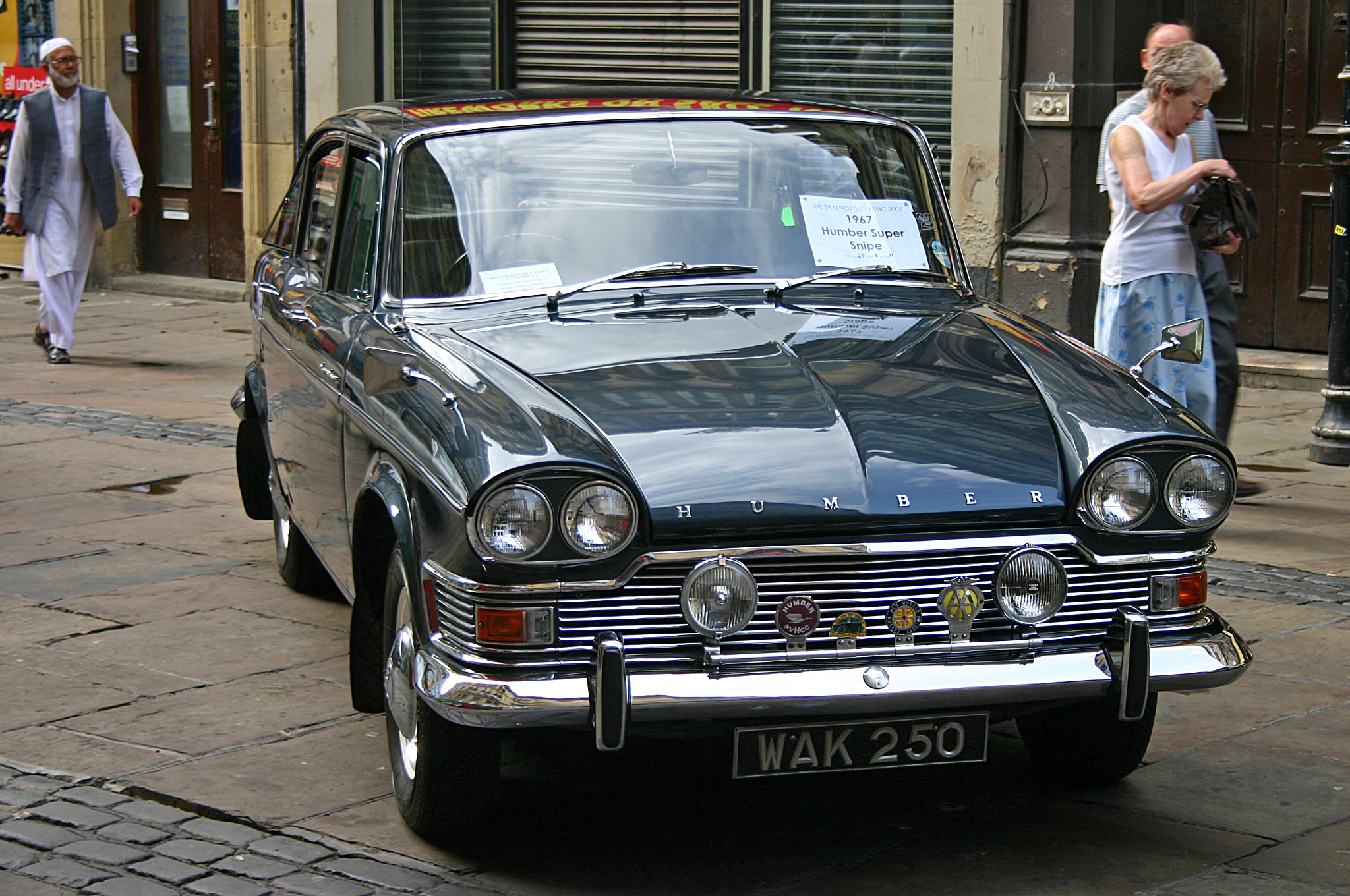
Humber Super Snipe Series V

До речі, Humber Super Snipe Series V в середині 60-х можна було побачити і в Москві, такі машини були біля дипкорпусу Великої Британії, пара машин з цього парку зараз є в Естонії.
Також воскрешають найменування Imperial, технічно це той же самий Super Snipe Series V, який має чорний вініловий дах, багатшу обробку салону (з твіду), автоматичну коробку передач в базовій версії, хоча особливі фанати могли замовити на неї і ручну коробку передач, а також гідропідсилювач керма, ще одна цікава опція, якою оснащували цю машину — електронно-регульовані задні амортизатори.
У 1965 році Hawk знову можна купити з автоматичною коробкою передач, цього разу вже з Borg Warner 35, з аналогічною коробкою тепер можна купити і Sceptre MkII, бо машина оснащується тепер більш потужним 1.7 л мотором потужністю 91 к/с, ця модель вважається найпрестижнішою і топовою на ринку серед своїх однокласників, такий собі Роллс-Ройс серед сімейних автомобілів, а моделі Hawk і Super Snipe з кузовом універсал впевнено лідирують на ринку престижних «вагонів», до речі, після відходу цих моделей на пенсію їх місце займе Volvo 160-ї серії.

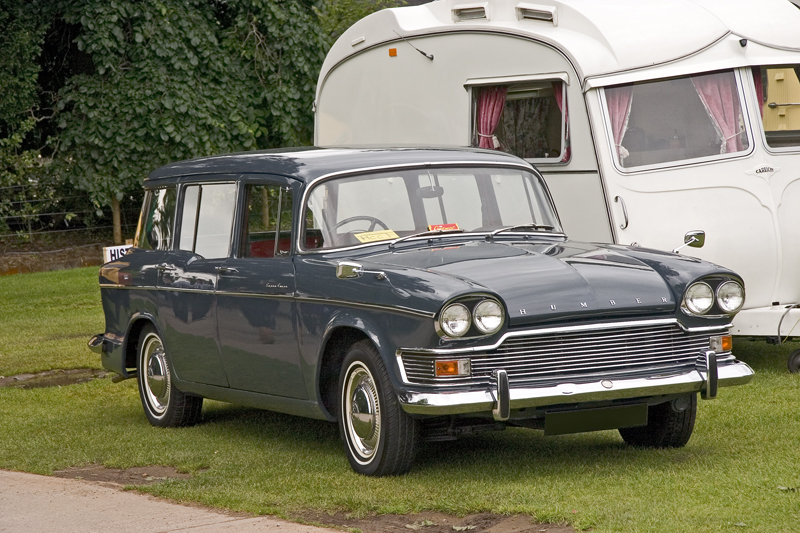
Humber Super Snipe Estate

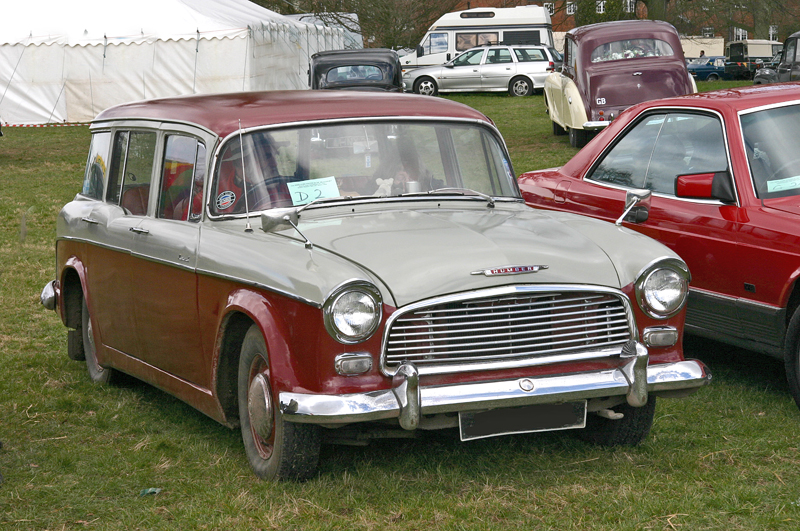
Humber Hawk Estate

## Humber у власності Chrysler (1967—1979)
У 1966 році модель Imperial V отримує більш потужний, 138-сильний двигун. В цей же час йдуть роботи над V8 версії моделі Sceptre, ця машина мала стати європейським маслкаром, тому що при не великих габаритах планувалося оснащувати машину 4.7 л мотором Ford, але в 1967 році Крайслер отримує додатковий пакет контрольних акцій, нове керівництво зупиняє цей проект, і в добавок в березні 1967 року заявляє про припинення провадження моделі Hawk і Super Snipe, плануючи замінити ці машини власною розробкою — Chrysler Valiant серії VE, яка якраз з'явилася на ринку США та Австралії. Разом з цим ставиться хрест і на проекті Super Snipe/Imperial з 5.2 V8 від Крайслера, але кілька машин було все-таки збудовано і на них їздили боси фірми — Лорд Вільям Рутс і Гаррі Мартін.
Модель Sceptre MkII також йде на спочинок, на зміну приходить нове дітище концерну — проект Arrow, по суті, одна і та ж машина продається під різними назвами, маючи при цьому свої елементи декору, приблизно так само чинив концерн General Motors в США, і якщо в США флагманом був Cadillac, то у Chrysler Europe це був Humber. Новинка отримала колишню назву — Sceptre, і модель MkIII залишається єдиною у виробничій програмі.

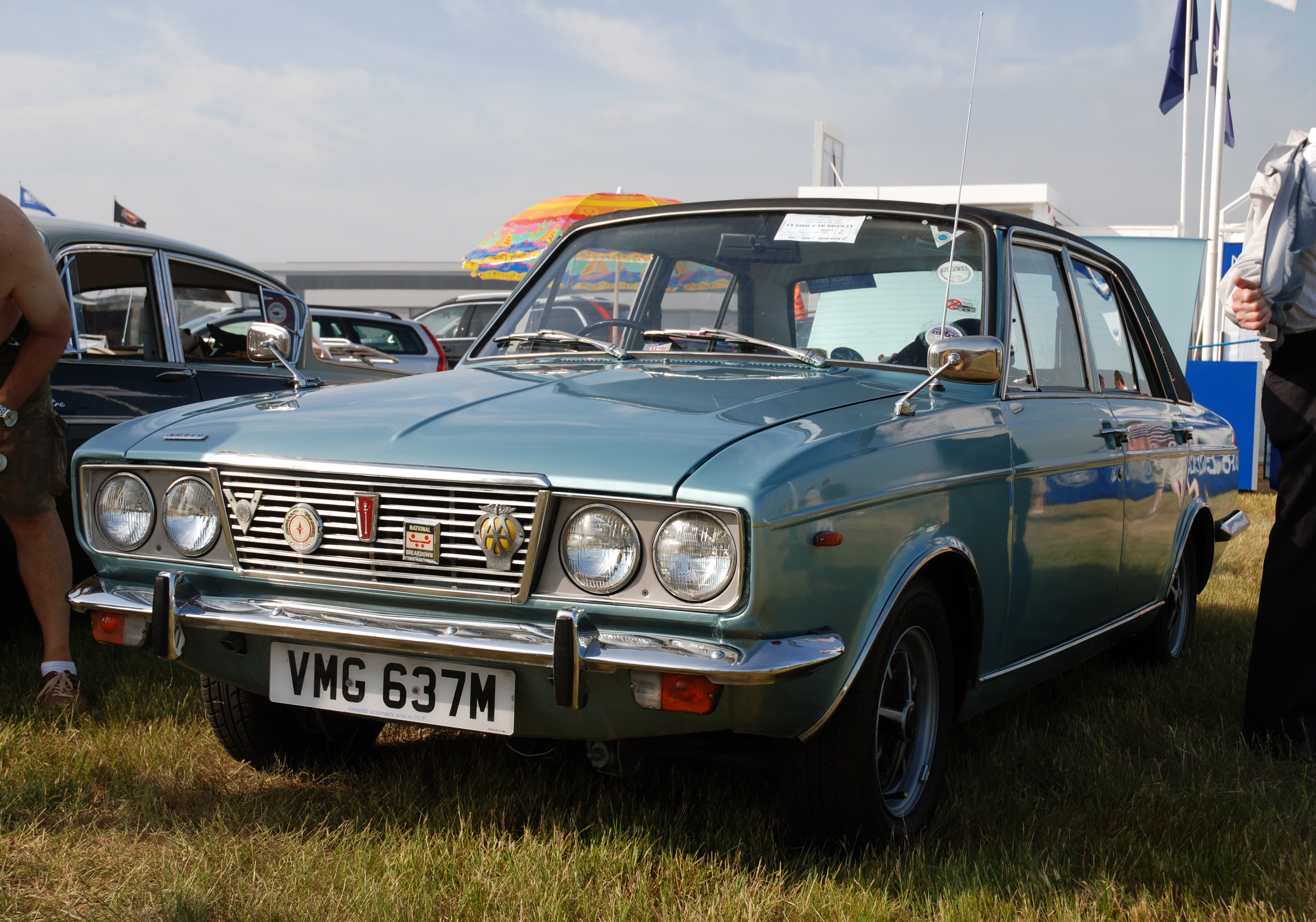
Humber Sceptre MkIII

У 1970 році керівництво Chrysler United Kingdom Ltd вирішує відродити модель Super Snipe, продаючи під легендарним ім'ям банальний Chrysler 180, але маркетологи вирішили, що не варто цього робити. Через два роки єдина модель Sceptre обзаводиться версією з кузовом універсал.

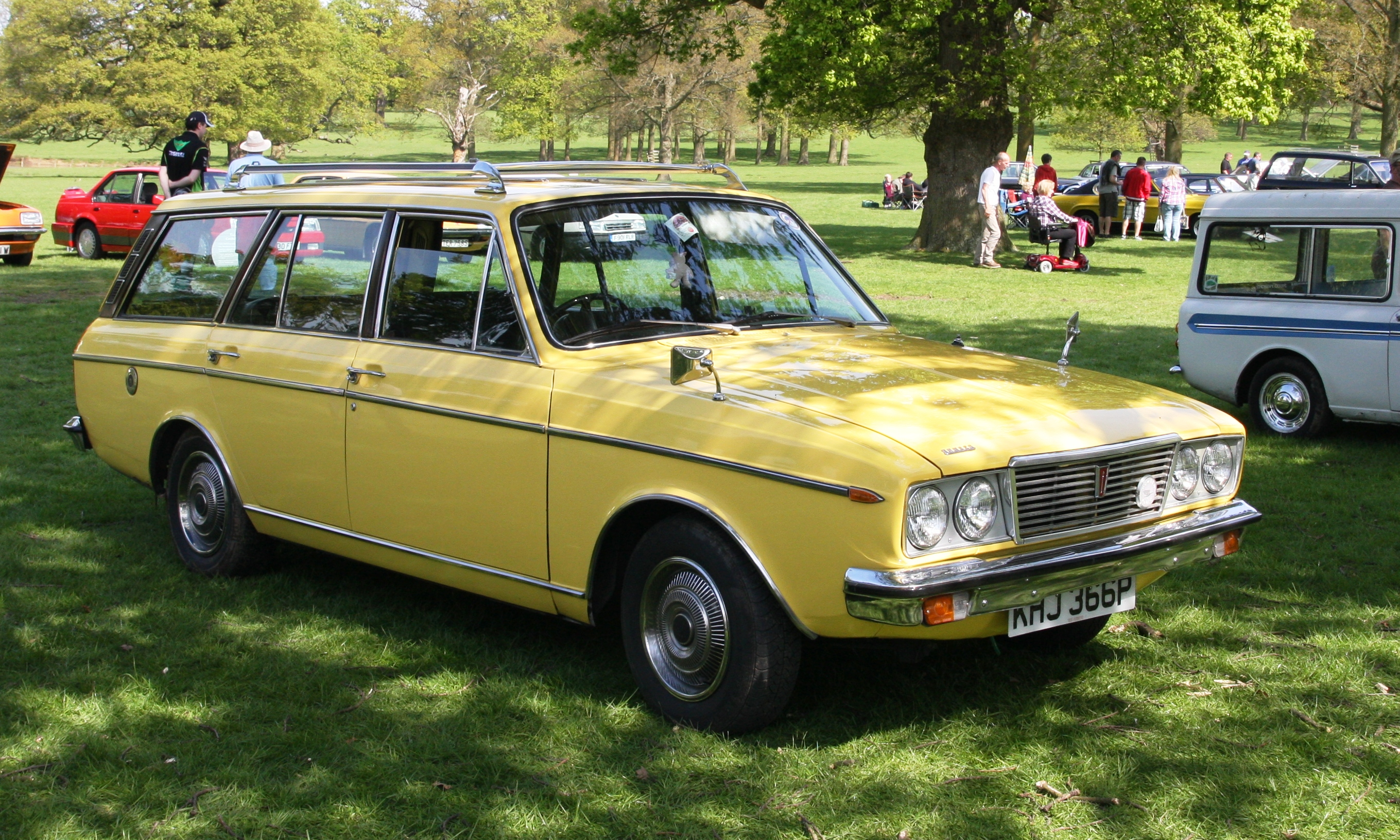
Humber Sceptre Estate MkIII

А в 1976 році головний трунар брендів в автомобільному світі — Chrysler припиняє виробництво автомобілів марки Humber, так само, як і всіх інших марок, що входили колись в концерн Roots, починаючи продавати в Європі всю продукцію під брендом Chrysler. Нині права на цей бренд належать французам з PSA, яке викупило європейський підрозділ Chrysler в 1979 році.

## Список автомобілів Humber
- 1896 — Humber Forecar
- 1898 — Humber Sociable
- 1899 — Humber Phaeton
- 1902 — Humber 8HP
  - Humber 12HP
- 1903 — Humber 20HP
  - Humber 9НР
- 1904 — Humber Humberette 5НР
- 1905 — Humber Royal Humberette 6.5НР
  - Humber Royal Humberette 7.5НР
  - Humber 8.5НР
  - Humber 14НР
  - Humber 25НР
  - Humber 8/10НР
  - Humber 10/12НР
  - Humber 16/20НР
- 1907 — Humber 10НР
  - Humber 15НР
  - Humber 20/30НР
  - Humber 30/40НР
- 1910 — Humber 8НР
  - Humber 12НР
  - Humber 16HP
  - Humber 16/25НР
  - Humber 20НР
  - Humber 28НР
  - Humber 30НР (4 цил.)
  - Humber 30НР (6 цил.)
- 1913 — Humber Humberette 8HP
  - Humber 11НР
  - Humber 14НР
- 1919 — Humber 15.9НР
- 1922 — Humber 11.4НР
- 1923 — Humber 8/18НР
  - Humber 12/25НР
  - Humber 15/40
- 1926 — Humber 9/20НР
- 1927 — Humber 14/40HP
  - Humber 20/55НР
- 1929 — Humber 9/28НР
  - Humber 16/50НР
  - Humber 20/65НР
- 1930 — Humber Snipe 80
  - Humber Pullman
- 1933 — Humber 16НР
  - Humber 12НР
- 1934 — Humber 16/60НР
- 1936 — Humber 18НР
- 1938 — Humber 16НР
  - Humber Imperial Snipe
- 1939 — Humber Super Snipe
- 1941 — Humber Heavy Utility
  - Humber Staff Car
- 1945 — Humber Hawk
- 1949 — Humber Imperial
- 1962 — Humber Sceptre
- 1963 — Humber Vogue